# Långa raden, Långholmen

Långa raden, även kallad Gula raden, är en byggnad vid Mälarvarvsbacken på ön Långholmen i Stockholm. Byggnaden uppfördes 1834 som bostadshus för Mälarvarvets timmermän. Långa raden har blivit blåmärkt av Stadsmuseet i Stockholm, vilket innebär "att bebyggelsen bedöms ha synnerligen höga kulturhistoriska värden". Intill Långa raden ligger Röda stugan, förmodligen byggd på 1730-talet som bostad för tullvaktaren på Långholmstullen.
Långa raden är en trähuslänga som byggdes i backen nedanför den lilla röda timmerstugan från 1730-talet ("Röda stugan"). På norrsidan anordnades tre entréer som ledde till små lägenheter om ett rum och kök till höger och vänster om ingången och på vinden fanns ytterligare två lägenheter. Det hela liknade en statarlänga.  På 1910-talet bodde åtta personer i en av lägenheterna. Dricksvatten fanns först 1920, som man då kunde hämta vid en pump mellan husen. Pumpen blev en samlingsplats för kvinnorna.

## Bilder

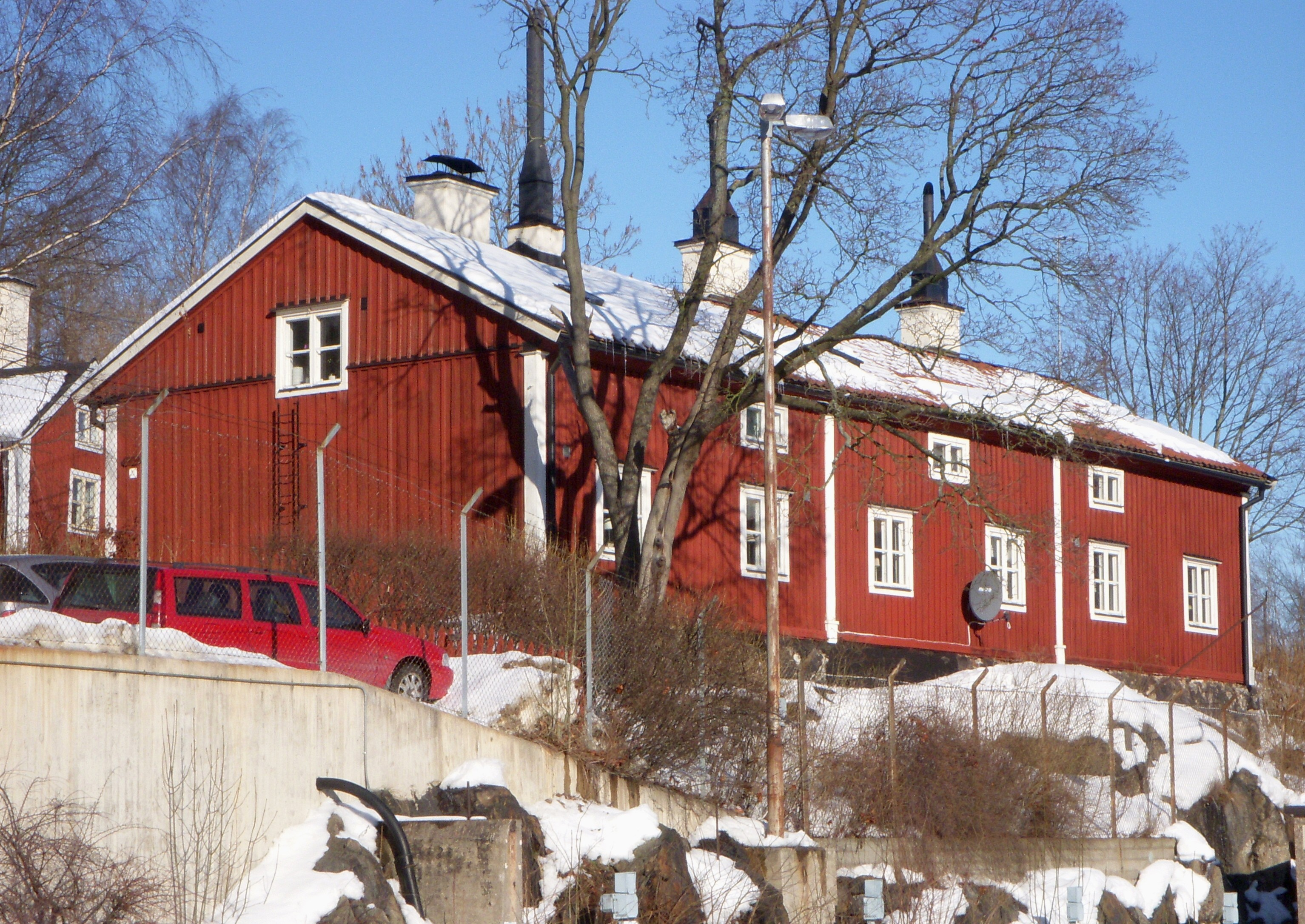
"Långa raden", fasad mot syd
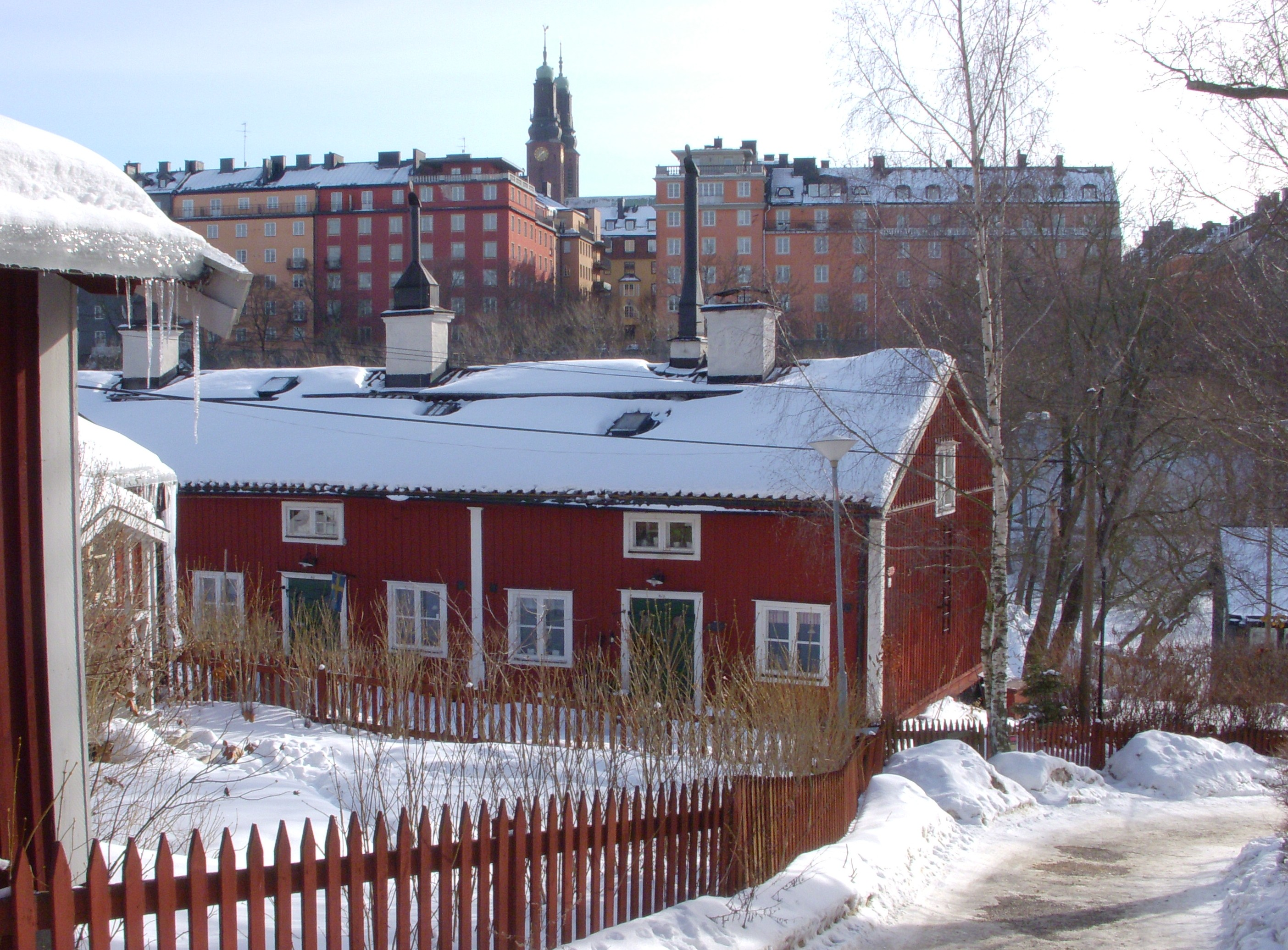
Mälarvarvsbacken mot syd
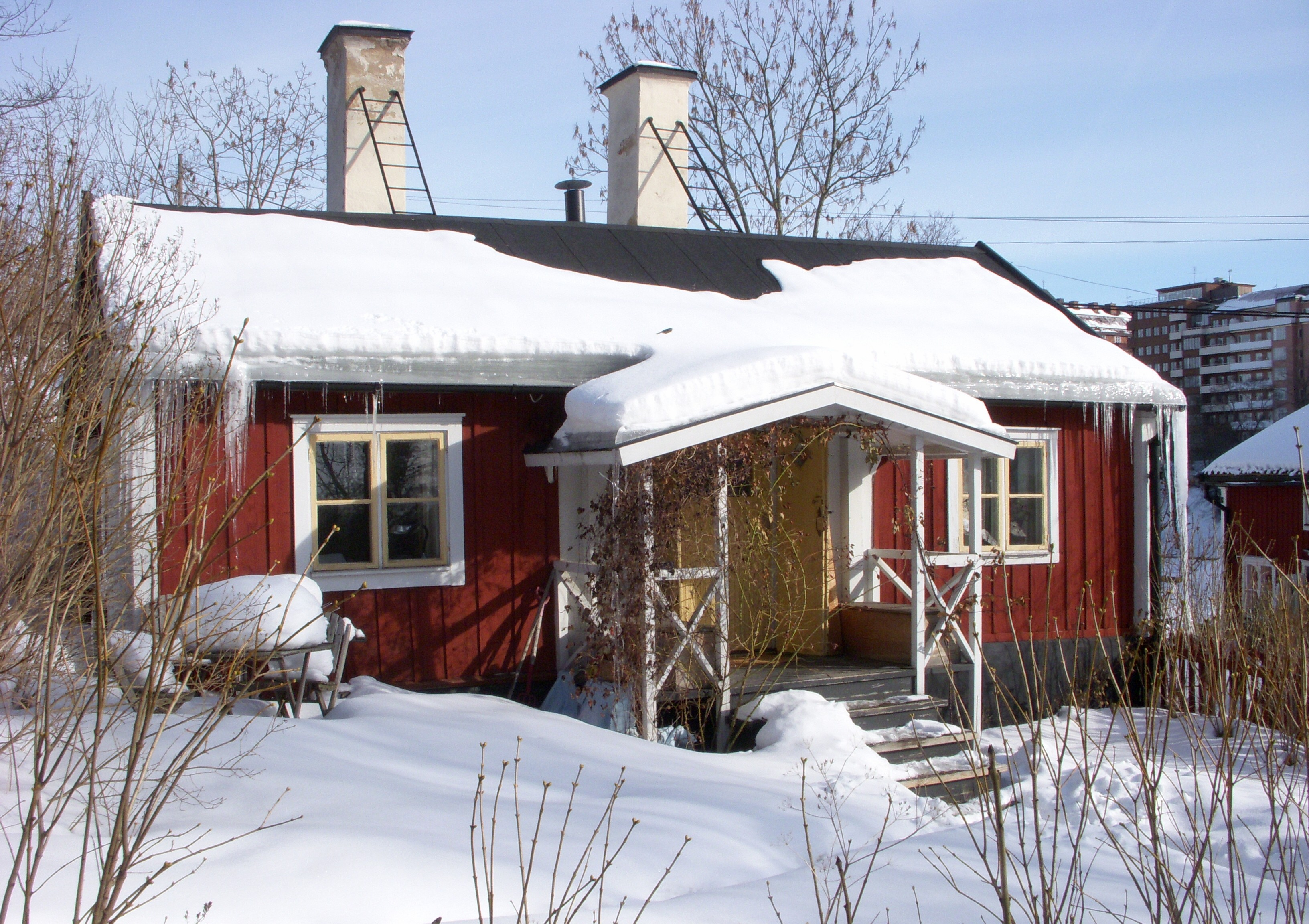
"Röda stugan"
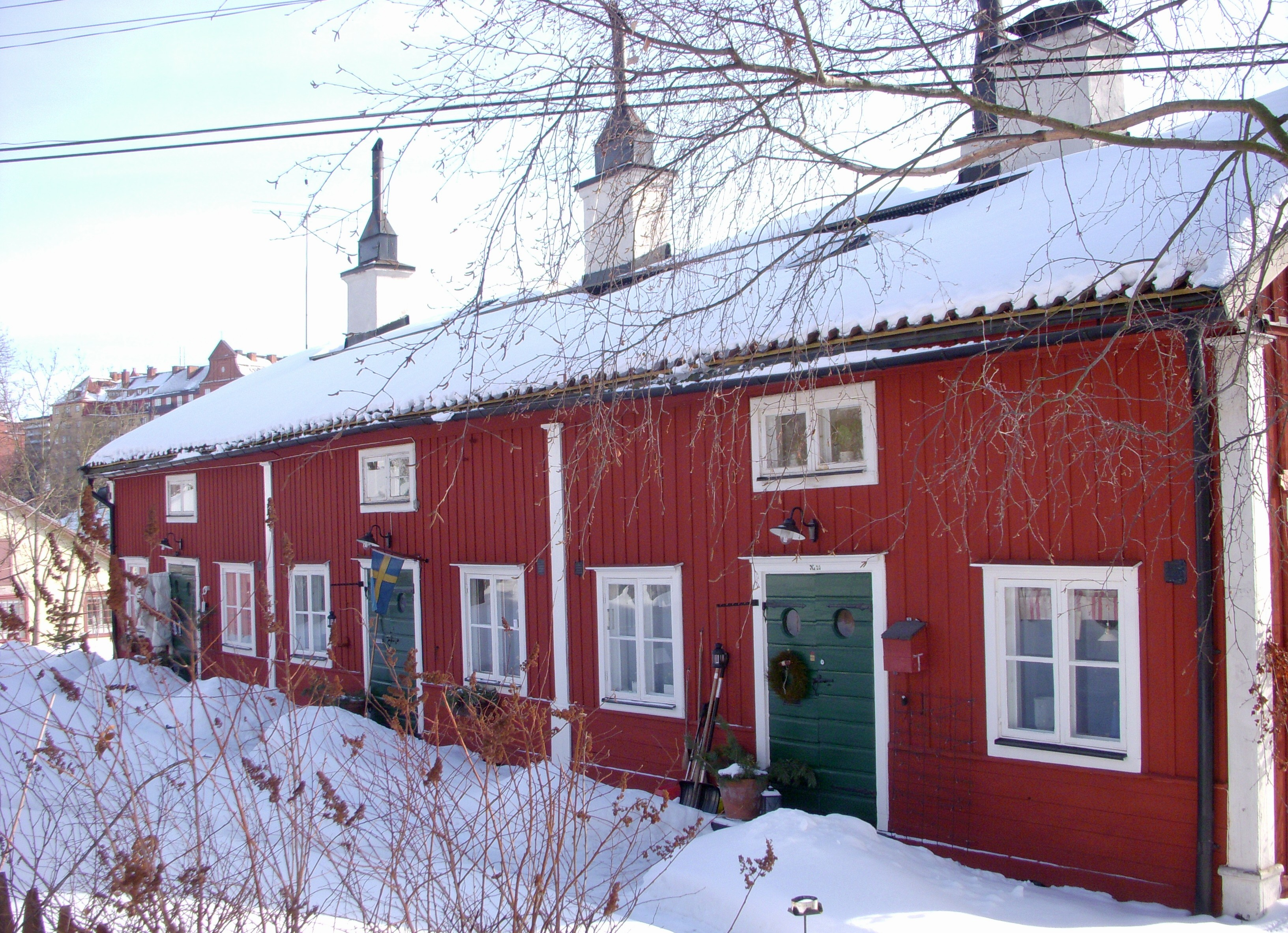
"Långa raden", fasad mot norr